# Запорожье (баскетбольный клуб)
Запорожье (укр. Запоріжжя) — украинский баскетбольный клуб из города Запорожье, участник Суперлиги Украины. Серебряный призёр Суперлиги (2021).

## Названия
- «Запорожье» c 2017
- «Ферро-ЗНТУ» 2002—2015
- «Ферро-Яблуко» 2001—2002
- «Ферро» 1993—2001
- «Строитель» 1972—1992

## История
В 1972 году в Запорожье на базе спортклуба «Строитель» была сформирована одноимённая мужская баскетбольная команда под руководством Ивана Харитоновича Ребристого. На протяжении 18 лет, команда выступала в чемпионате УССР (вторая группа), не раз оспаривала выход в первую лигу, но из-за финансовых трудностей так ни разу и не смогла покинуть вторую лигу. Впрочем, в чемпионате ЦС ДСО «Авангард» «Строитель» в 1977 году стал победителем под руководством тренера Александра Петровича Компанийца. В эти годы за «Строитель» играли известные запорожские баскетболисты Валерий Бахтин, Анатолий Короленко, Иван Кобылянский, Вильям Конюшенко, Александр Широбоков, Валерий Элькинсон, Юрий Голов, Юрий Стёпин, Владимир Михайлов и другие.
В 1986 году команду возглавил Александр Широбоков. Под его руководством «Строитель» с 1990 года участвовал в чемпионатах СССР среди команд мастеров второй лиги, а в сезоне 1992/93 гг. дебютировал в национальном чемпионате Украины среди коллективов первой лиги (7-е место).
В октябре 1992 года трестом «Запорожстрой» и Запорожским заводом ферросплавов (директор завода — Вячеслав Гаврилов, председатель профкома — Юрий Голов) был учрежден областной баскетбольный клуб, а с июля 1993 года ОАО «ЗЗФ» является учредителем и главным спонсором команды, которая получила название «Ферро». Президентом клуба был избран Валерий Элькинсон, старшим тренером назначен Александр Широбоков, тренером-администратором — Анатолий Короленко. В сезоне 1994/95 гг. команда, заняв первое место в чемпионате Украины среди клубов первой лигие, завоевала право выступать в высшей лиге украинского баскетбола.
В сезоне 1995/96 годов «Ферро» заняло шестое место среди команд высшей лиги, которое гарантировало право участия в одном из европейских клубных турниров — Кубке Радивое Корача. И хотя в предварительном раунде этого евротурнира запорожцы уступили по итогам двух встреч шведскому клубу «Астра Баскет», на континентальном уровне о «Ферро» узнали.
В сезоне 1996/97 гг., успешно сыграв на первом этапе чемпионата Украины, баскетболисты «Ферро» вошли в число 8 команд, составивших Суперлигу, в которой в итоге финишировали седьмыми.
На протяжении четырёх сезонов «Ферро» удавалось с переменным успехом выступать в сильнейшей баскетбольной лиге Украины, но по итогам сезона 2000/2001 гг. команда покинула Суперлигу, заняв последнее 12-е место.
В период выступления «Ферро» в элитном чемпионате страны, два её игрока Кирилл Погостинский и Александр Пащенко привлекались в сборную Украины. В составе команды также выступали Кирилл Большаков, Александр Горстка, Игорь Чигринов, Дмитрий Щиглинский, Руслан Бессонов, Эдуард Сообцоков, Михаил Зайцев, Анатолий Максименко.
В сезоне 2001/02 гг. команда, именовавшаяся «Ферро-Яблуко», заняла третье место в высшей лиге чемпионата Украины.
С 2002 года по настоящее время команда именуется «Ферро-ЗНТУ», поскольку Запорожский национальный технический университет (ректор Сергей Беликов) обеспечил финансирование участия «Ферро-ЗНТУ» в национальном чемпионате.
Результаты выступлений «Ферро-ЗНТУ» в высшей лиге чемпионата Украины таковы:
- 2002/03 гг. — 5-е место,
- 2003/04 гг. — 14-е,
- 2004/05 гг. — 11-е,
- 2005/06 гг. — 6-е,
- 2006/07 гг. — 14-е,
- 2007/08 гг. — 14-е.

Сезон 2008/09 годов «Ферро-ЗНТУ», возглавляемый Кирилом Большаковым, провел в Украинской баскетбольной лиге, установив клубный рекорд — пятое место. Лучшими игроками команды были американский легионер Джейсон Фонтенет, белорус Георгий Кондрусевич, Станислав Балашов, Денис Яковлев и Александр Рыбалко.
В сезоне 2009/2010, как и до сезона 2008/2009, все сильнейшие клубы Украины были объединены в единую баскетбольную лигу — Суперлигу. И в первом же своем сезоне в новой лиге «Ферро-ЗНТУ» становится обладателем Кубка Суперлиги и бронзовым призёром чемпионата.
14 марта 2010 года вошло в историю запорожского баскетбола как знаменательная дата. В напряженном, интересном финальном поединке «Ферро-ЗНТУ» завоевал Кубок Суперлиги, обыграв БК «Киев» со счетом 82:74 (16:18, 18:19, 20:19, 28:18).
В регулярном первенстве «Ферро-ЗНТУ» финишировал на втором месте, пропустив вперед только киевский «Будивельник». В четвертьфинале плей-офф всухую был переигран днепропетровский «Днепр» 3:0 (89:72, 96:85, 97:86). В полуфинале «Ферро-ЗНТУ» проиграл многолетнему гегемону украинского баскетбола мариупольскому «Азовмашу» 1:3 (97:103, 95:87, 97:107, 83:90). А в матчах за бронзовый комплект наград чемпионата Суперлиги сезона 2009/2010 был трижды повержен БК «Киев» — 105:77, 79:73, 90:86. Американский легионер Чарльз Томас был признан самым полезным игроком (MVP) Суперлиги в сезоне 2009/2010 годов. Его суммарные показатели — 714 очков, 358 подборов, 73 передачи, 41 перехват, 17 блок-шотов. Кроме Томаса, заметный вклад в достижения команды внесли Кевин Тиггс, Стив Бёртт, Винсент Хантер, Георгий Кондрусевич, Александр Рыбалко.
Возвращение «Ферро-ЗНТУ» после 14-летнего перерыва на европейскую арену принесло запорожским любителям баскетбола разочарование. Сыграв вничью (105:105) в выездном матче Кубка вызова FIBA против лиссабонский «Бенфики», в ответной встрече подопечные Кирилла Большакова уступили — 72:77.
В сезоне 2010/2011 годов «Ферро-ЗНТУ» опять добился права выступить в Финале четырёх Кубка Суперлиги, однако занял четвёртое место.
В регулярном чемпионате запорожцы финишировали шестыми, но в 1/4 серии плей-офф превзошли этот результат, не пропустив в полуфинал чемпиона страны — мариупольский «Азовмаш» — 3:2. Правда, в дальнейшем «Ферро-ЗНТУ» уступил «Будивельнику» (0:3) и «Говерле» (1:3), но второй кряду выход в квартет сильнейших клубов Суперлиги, безусловно заслуживает уважения. Лучшим легким форвардом чемпионата был признан американский легионер запорожской команды Кристиан Бернс (866 очков, 447 подборов, 77 передач, 84 перехвата, 28 блок-шотов). Заслуживают внимания показатели его соотечественников Кеддрика Мэйса (772 очка, 196 подборов, 187 передач, 71 перехват), Винсента Хантера (696 очков, 355 подборов, 58 передач, 32 перехвата, 77 блок-шотов) и Ричарда Гуинна (314 очков, 150 подборов, 39 передач, 22 перехвата, 14 блок-шотов), а также капитана команды Александра Рыбалко (506 очков, 153 подбора, 182 передачи, 80 перехватов, 13 блок-шотов).
25 мая 2012 года запорожский клуб вновь стал бронзовым призёром. В серии плей-офф за медали «Ферро-ЗНТУ» обыграл столичный «Будивельник» со счетом 3:1. Американский легионер Рэнди Кулпеппер, который принес клубу 1143 очка, совершив 128 подборов, 188 передач, 86 перехватов и 13 блок-шотов, получил титул лучшего атакующего защитника чемпионата и стал лучшим бомбардиром украинской Суперлиги (22,4 очка в среднем за матч), а его соотечественник Ричард Гуинн (887 очков, 324 подбора, 71 передача, 43 перехвата, 29 блок-шотов) был признан лучшим тяжёлым форвардом. Заметный вклад в достижение команды также внесли американец Джереми Шеппелл (770 очков, 348 подборов, 188 передач, 96 перехватов, 10 блок-шотов), Александр Рыбалко (219 очков, 95 подборов, 89 передач, 32 перехвата, 4 блок-шота), белорус Георгий Кондрусевич (421 очко. 160 подборов, 59 передач, 33 перехвата, 4 блок-шота) и Артем Буцкий (274 очка, 90 подборов, 234 передачи, 66 перехватов).
2013 год был отмечен ещё одним «дублем» от «Ферро-ЗНТУ». В январе во Львове команда Кирилла Большакова приняла участие в Финале Четырёх Кубка Суперлиги. Одолев МБК «Николаев» (80:70) и «Говерлу» из Ивано-Франковска (87:69), запорожские баскетболисты во второй раз стали обладателями почётного приза. Александр Рыбалко был признан MVP турнира. В символическую пятёрку лучших игроков также вошли самый результативный баскетболист Финала Четырёх Рэнди Кулпеппер, Ричард Гуинн и центровой Кемерон Мур, ставший лучшим «ребаундером» и самым эффективным игроком турнира.
В мае запорожский клуб завоевал комплект бронзовых наград чемпионата Суперлиги. В решающих матчах за медали «Ферро-ЗНТУ» одержал четыре победы над львовской «Галичиной» — 97:79, 102:89, 94:73, 87:67. Обладателем приза зрительских симпатий, учреждённого председателем правления ПАО «ЗАС» Павлом Кравченко, стал американский легионер Рэнди Кулпеппер, главный бомбардир Суперлиги. Его суммарные показатели — 1078 очков, 239 передач, 90 перехватов. Помимо Рэнди, весомый вклад в достижения команды внесли его соотечественники Кемерон Мур (685 очков, 464 подбора, 52 блок-шота), Джереми Шеппелл (649 очков, 152 подбора, 156 передач, 78 перехватов, 21 блок-шот), Ричард Гуинн (760 очков, 312 подборов, 48 перехватов, 18 блок-шотов), Дэниэль Вернер (542 очка, 254 подбора, 108 передач, 55 перехватов), Артем Буцкий (315 очков, 185 передач, 77 перехватов), Александр Рыбалко (269 очков, 147 подборов, 103 передачи, 64 перехвата).
Сезон 2013/2014 годов для «ФЕРРО-ЗНТУ» состоял из двух отрезков: в первом из них команда играла полноценным составом с привлечением легионеров, а когда от услуг последних из-за финансовых неурядиц пришлось отказаться, вакантные позиции заняла молодежь из перволиговой дочерней команды клуба. Тем не менее, в регулярном чемпионате запорожцы заняли пятое место. А вот в четвертьфинальной стадии плей-офф «ФЕРРО-ЗНТУ» дважды уступил БК «Донецк», который имел возможность усилить состав опытными исполнителями, — 75:92 и 65:77. Лучшим игроком запорожской команды в том сезоне был её капитан Александр Рыбалко (316 очков, 133 подбора, 131 результативная передача, 46 перехватов). Заметный вклад в успешное выступление команды также внесли Андрей Малыш (253 очка, 113 подборов, 17 блок-шотов), Артем Буцкий (172 очка, 105 передач, 28 перехватов), американские легионеры Энтони Маршалл (246 очков, 67 передач, 23 перехвата), ЛаРон Маркиз Таррелл Дэнди (241 очко, 162 подбора, 19 блок-шотов) и Джейк О’Брайен (195 очков, 17 блок-шотов).
В июне 2015 года клуб объявил о прекращении существования в связи с отсутствием финансирования.

## Достижения
- Обладатель Кубка Украины: 2010, 2013[5]
- Финалист Кубка Украины: 2012
- Серебряный призёр Суперлиги Украины: 2021[1]
- Бронзовый призёр Суперлиги Украины: 2010, 2012, 2013[6][7][8]